# Władysław Strumiłło
Władysław Andrzej Strumiłło, pseudonim „Krakowiak” (ur. 27 listopada 1924 w Lublinie, zm. 11 lutego 2014 w Warszawie) – polski architekt, przedstawiciel modernizmu; wykładowca na Wydziale Architektury Politechniki Warszawskiej, profesor na Uniwersytecie Stanu Pensylwania; powstaniec warszawski (1944).

## Życiorys
Władysław Strumiłło był synem Tadeusza Strumiłły i Stefanii z Hermanów (1892–1982). 
Podczas II wojny światowej przystąpił w 1942 r. do Narodowych Sił Zbrojnych w Okręgu I A Warszawa-Miasto. W 1943 r. ukończył szkołę podchorążych przy Komendzie Głównej NSZ. Brał udział w akcjach likwidowania agentów i donosicieli oraz zdobywania broni i pieniędzy. W trakcie powstania warszawskiego walczył jako plutonowy w oddziale Tadeusza Siemiątkowskiego w szeregach kompanii NSZ „Warszawianka”. 1 sierpnia 1944 był wyznaczony do odwołanego szturmu NSZ na budynek Polskiej Wytwórni Papierów Wartościowych, który został ostatecznie odbity z rąk niemieckich przez pracowników. Był ranny w pierwszym tygodniu walk. Po kapitulacji opuścił stolicę z ludnością cywilną. W latach 1945–1947 był więźniem Zakładu Karnego w Rawiczu.
W 1954 r. ukończył studia na Wydziale Architektury Politechniki Warszawskiej. Był członkiem zespołu architektów, którzy zaprojektowali gmach Państwowej Wyższej Szkoły Muzycznej w Warszawie, wzniesiony w latach 1959–1966. Uzyskał doktorat na Politechnice Warszawskiej.
Został odznaczony m.in. Złotym Krzyżem Zasługi (1969).
Od lat 70. mieszkał w Stanach Zjednoczonych, pracując jako wykładowca na Uniwersytecie Stanu Pensylwania.